# Puerto Rico Bayamón
Der Puerto Rico Bayamón Fútbol Club ist eine puerto-ricanische Fußballmannschaft aus Bayamón. Die Mannschaft spielt in der Liga Puerto Rico.

## Geschichte
Bayamón FC wurde 1999 gegründet und spielte bis 2005 in der Puerto Rico Major League Soccer. 1999 konnten die Vaqueros gleich den ersten Titel für sich gewinnen. 
Nach drei Jahren Pause von einem offiziellen Spielbetrieb wechselte das Team 2009 in die neugegründete Puerto Rico Soccer League. Auch hier spielten sie sehr erfolgreich und gewannen 2009 das Finale der Play-offs.
Allerdings verließ die Mannschaft die Liga zur Saison 2010 wieder. Die RPSL wurde am Ende der Saison 2011 eingestellt. Puerto Rico Bayamón spielte ab 2011 in der Liga Nacional de Fútbol de Puerto Rico, der höchsten Liga des Landes. Auch dort wurde die Mannschaft Meister und zwar 2011 und 2012. Nach der Saison 2013 war hier allerdings auch wieder Schluss. Die Mannschaft sollte 2015 in die National Premier Soccer League wechseln, wo sie jedoch nie ihren Spielbetrieb aufnahm.
Auch international war Bayamón immer wieder vertreten. 2010 nahm die Mannschaft zum ersten Mal am CFU Club Championship, der Fußball-Karibikmeisterschaft, teil. Dort erreichte das Team nur den vierten Platz und konnte sich somit nicht für die CONCACAF Champions League 2010/11 qualifizieren. 2012 und 2013 qualifizierte man sich erneut für das CFU Club Championship, allerdings überstanden die Puerto-Ricaner in beiden Jahren die erste Runde nicht. 2014 erreichte das Team das Halbfinale. Nach Problemen zwischen der CONCACAF und dem haitianischen Fußballverband, Fédération Haïtienne de Football, wurden beide Halbfinalspiele und auch das Finale abgesagt. Valencia FC aus Haiti wurde zurückgezogen und Bayamón FC qualifizierte sich für die CONCACAF Champions League 2014/15. Sieben Jahre später gewann man dann 2022 mit dem CONCACAF Caribbean Club Shield den ersten internationalen Titel in der Vereinsgeschichte. Im Finale besiegte man Inter Moengotapoe aus Suriname mit 2:1 nach Verlängerung.

## Stadion
Die Mannschaft trug von 2009 bis 2011 im Estadio Juan Ramón Loubriel (22.000 Zuschauer) ihre Heimspiele aus und kehrte 2014 in das Stadion zurück. Später wurde allerdings der Bayamón FC Soccer Complex mit einer Kapazität von 4.000 Plätzen gebaut und die Heimspiele finden nun dort statt.

## Erfolge
- Liga Mayor de Fútbol Nacional
Sieger: 2000, 2002

- Puerto Rico Soccer League
Sieger: 2009

- Liga Nacional de Fútbol de Puerto Rico
Sieger: 2011, 2012
Sieger Regular Season: 2013

- Liga Puerto Rico
Sieger: 2021

- CONCACAF Caribbean Club Shield
Sieger: 2022